# Bobo (Volk)

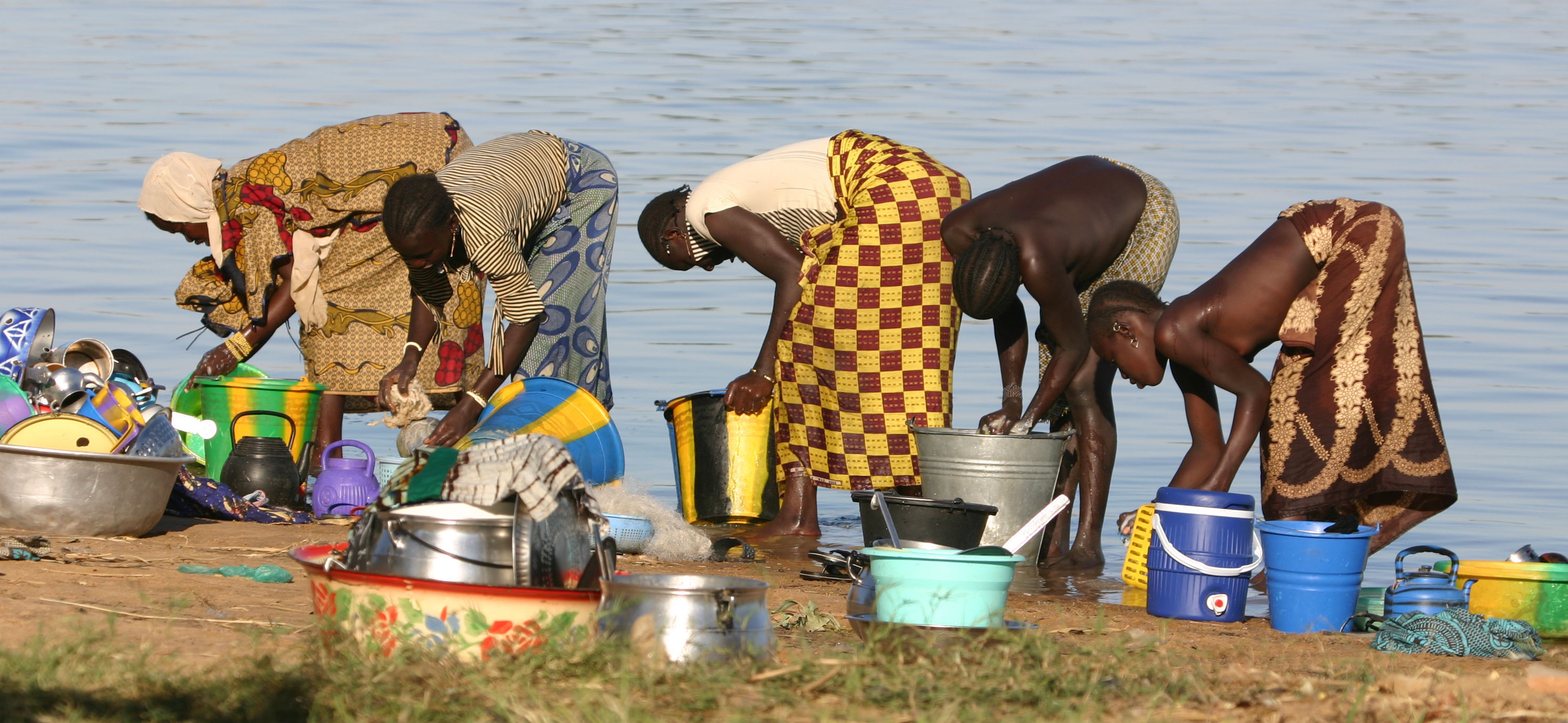
Mitglieder des Volkes der Bobo

Die Bobo sind eine Ethnie in Burkina Faso und Mali. Sie werden auch Bobo Madaré oder Bobo-Fing genannt – von den Bobo abgelehnte Bezeichnung – und sind nicht zu verwechseln mit den Bwaba (Bobo-Oule). Es wird von 200.000 Mitgliedern ausgegangen. Ihre Sprache ist das Boboda, im Siedlungsgebiet liegt die Handelsmetropole Bobo-Dioulasso.